# Mesochorus carceratus
Mesochorus carceratus är en stekelart som beskrevs av Charles Thomas Brues 1910. Mesochorus carceratus ingår i släktet Mesochorus och familjen brokparasitsteklar. Inga underarter finns listade i Catalogue of Life.